# دسپوتووو
دسپوتووو (به صربی: Despotovo) یک منطقهٔ مسکونی در صربستان است که در Bačka Palanka Municipality واقع شده‌است.